# Заверушанка, Александра
Александра Заверушанка (пол. Aleksandra Zawieruszanka,  род. 03.04.1937, Бельско, Польша) — польская актриса театра и кино. Она окончила Государственную высшую театральную школу в Варшаве в 1959 г. 

## Избранная фильмография
- 1960 — Муж своей жены / Mąż swojej żony — Ядвига Фолтасювна, жена Михала
- 1962 — Семья Милцареков / Rodzina Milcarków — Барбара Хенке
- 1965 — Вальковер / Walkower — Тереса Карчевская
- 1967 — Ставка больше, чем жизнь (телесериал) — Эдита Лауш (только в 14-й серии)
- 1967 — Забияка / Zabijaka — Маша Сергеевна
- 1967 — Упырь / Upiór — Даша / Прасковя
- 1969 — Вознесение / Wniebowstąpienie — Людвика, подруга Раисы
- 1969 — Девичий заговор / Rzeczpospolita babska — лейтенант Кристина Громович
- 1972 — Путешествие за улыбку / Podróż za jeden uśmiech — Моника
- 1972 — По другую сторону радуги / Z tamtej strony tęczy — доктор Тереса
- 1975 — Директора / Dyrektorzy (телесериал) — жена Бадуры